# Chris Killen
Chris Killen   (Wellington, 8 d'octubre de 1981) és un exfutbolista neozelandès de la dècada de 2000.
Fou internacional amb la selecció de futbol de Nova Zelanda.
Pel que fa a clubs, destacà a Oldham Athletic, Hibernian FC i Celtic FC.